# Provincie Nadžrán
Nadžrán je jedna z provincií Saúdské Arábie. Leží v historickém regionu Jižní Arábie v jižní části země na jihu Arabského poloostrova. Hlavním městem provincie je Nadžrán, přičemž v Nadžránu žijí asi dvě třetiny všech obyvatel provincie. V roce 2022 v celé provincii žilo přibližně 925 tisíc obyvatel. Provincie se dělí celkem na sedm guvernorátů a 59 marákiz. Z hlediska rozlohy je pátým největším saúdskoarabským regionem, z hlediska počtu obyvatel jde o čtvrtý nejméně lidnatý region v zemi. Prakticky celou jižní hranici provincie tvoří hranice s Jemenem.